# Palomar 1
Palomar 1 ist ein Kugelsternhaufen im Sternbild  Kepheus am Nordsternhimmel.  Er liegt schätzungsweise 35.000 Lichtjahre vom Sonnensystem entfernt im Außenbereich der Milchstraße und hat einen Durchmesser von etwa 30 Lichtjahren.
Mit einem Alter von 6,3 bis 8 Milliarden Jahren ist er jünger als andere Kugelsternhaufen der Milchstraße. Es handelt sich um einen sehr lichtschwachen (Absolute Helligkeit von nur −2,5 mag) und lockeren Haufen, der sich ausgehend vom aktuellen Zustand innerhalb eines Zeitraums von einer Milliarde Jahre auflösen wird. Es wird vermutet, dass er vor 500 Millionen Jahren einer Zwerggalaxie bei der Wechselwirkung mit der Milchstraße entrissen wurde. Hierbei hat sich ein 2° langer Gezeitenschweif gebildet, der sich je 1° nördlich und südlich des Haufens erstreckt und ebenso viele Sterne wie der zentrale Haufen selbst enthält. Es wurde vermutet, dass Palomar 1 eine ähnliche Entstehungsgeschichte wie Kugelsternhaufen aus der Sagittarius-Zwerggalaxie hat, also beispielsweise Terzan 7, und er ebenso aus dieser stammt und auch ihr durch Gezeitenkräfte entrissen wurde. Neuere Studien zeigen aber, dass die chemische Zusammensetzung besser zur von der Milchstraße absorbierten Canis-Major-Zwerggalaxie passt und Palomar 1 vermutlich aus ihr stammt.
Der Haufen hat eine hohe Metallizität mit [Fe/H] = −0,60.
Das Objekt wurde im Jahr 1954 durch den Astronom George Ogden Abell in den Aufnahmen der Palomar Observatory Sky Survey entdeckt, und als Kugelsternhaufen katalogisiert.